# Francisca Baltasara
Francisca Baltasara de los Reyes (Madrid — Cartagena), más conocida como "La Baltasara" y bautizada Ana Martínez, fue una actriz  española del siglo XVII especializada en papeles de hombre. Sus contemporáneos del Siglo de Oro Español la nombran tan pronto célebre «histrionisa» como «santa anacoreta». Entre los autores que la cantaron se encuentran: Antonio Coello, Francisco de Rojas Zorrilla y Luis Vélez de Guevara, autores de la comedia titulada La Baltasara, publicada en 1652, en el primer volumen de Comedias nuevas de los mejores ingenios de España.

## Biografía
Nacida en el Madrid de Felipe III creció como actriz en la compañía de Heredia, donde conocería a Miguel Ruiz, actor que en ella interpretaba los papeles de "gracioso", que luego fue su marido y con el que montó su propia compañía.
Su gran popularidad inspiró coplas como aquella que recoge Casiano Pellicer:

"Todo lo tiene bueno la Baltasara, 
 
todo lo tiene bueno, también la cara."

Relata el ameno Deleito que, siendo aún joven, y movida por desconocidos sentimientos religiosos que la asaltaron en plena actuación ("iluminada por la Divina Gracia"), la bella y popular cómica abandonó la farándula para hacer vida eremita en un cenobio dedicado a Juan el Bautista, que unos sitúan en la sierra de Algezares y otros próximo a la ciudad de Cartagena, ambos en la región murciana en el Levante español. Allí la fueron a buscar su marido, su chischiveo y una compañera de tablas llamada Josefa; pero ni el 'gracioso' Miguel Ruiz, ni el rendido admirador —estudiante de Salamanca—, ni la tal Josefa pudieron hacerla desistir de su místico retiro, antes al contrario, se quedaron con "La Baltasara" en el cenobio y vivieron una piadosa y feliz existencia. Henri Merimée, con esa fantasiosa admiración de los galos por el folclorismo español, cuenta que el grupo de ermitaños, dirigidos por la santa eremita, montaban en el umbral de la ermita danzas castizas "confundiendo su Tebaida con la Olivera", corral de comedias en el que dio su última función antes de convertirse en una nueva María Magdalena.
Concluye Casiano Pellizer en su minucioso Tratado que la existencia legendaria y milagrera de La Baltasara tuvo colofón de fenómenos extraños cuando en el momento de su muerte ocurrió el de «haberse tañido espontáneamente las campanas». Fue enterrada en un nicho abierto en la roca que durante mucho tiempo se conoció como Cueva de la cómica.
En 1665, el papa Clemente IX tradujo y adaptó La Baltasara de Coello, Zorrilla y Guevara a comedia musical para marionetas con el título La cómica del cielo, pieza que fue representada durante el Carnaval de 1668 en el Palacio Rospigliosi de Roma.

## Vestidas de hombres
Enumera Pellicer en su referido Tratado histórico sobre el origen y progreso de la comedia y del histrionismo en España con las censuras teológicas, reales resoluciones y providencias del Consejo supremo sobre comedias (1804) los nombres de algunas destacadas comediantas muy populares haciendo papeles masculinos, encabezadas por «La Baltasara», a quien siguen otras como Bárbara Coronel, Jusepa Vaca, Micaela Fernández, Francisca Vallejo, Ana Muñoz, Juana de Villalba y María de Navas.
Así pues, los estudios posteriores beben de lo escrito por Pellicer. Así, Luis de Eguilaz (1852), siguiendo lo escrito por este, la presenta como primera dama de las compañías en las que representó, y señala que destacó en los papeles de mujer vestida de hombre, montada a caballo y blandiendo la espada:

Era de ver la gentileza y sin par donosura con que ora en hábito de hombre guiando por el tablado un brioso caballo echaba retos y blandía la espada, ora con arreos femeniles lloraba las ausencias de algún gallardo mancebo, a quien había hecho dueño de su corazón. (Eguilaz, 1852: 111).

Así, sobresalió la Baltasara no solo por su belleza y gallardía, sino por su versatilidad, desempeñando igualmente papeles de primera dama como de travestís. Pues, como he mencionado anteriormente, en algunas comedias hizo de valiente galán a caballo, de jaquetón y pendenciero, y de provocador de desafíos.

## Diferentes nombres para una misma persona
"Tal y como se indica en la comedia y verifican diversos documentos, estaba casada con Miguel Ruiz. No obstante, estudiosos como Díez Borque (1978) nos indican que el matrimonio se debía más a cuestiones profesionales que amorosas —no debemos olvidar que la ley indicaba que sólo las actrices casadas podían actuar— y que Baltasara tuvo varios amantes. Este hecho es también recogido por Vélez, Coello y Rojas, quienes a través del personaje de Don Álvaro, su último amante, nos informan de que la actriz tuvo varios como este antes.
Además de su apodo «la Baltasara», Francisca Baltasara, Baltasara de los Reyes, Ana Ruiz y Ana Martínez son los nombres con los que se asocia a la protagonista real de la comedia de Vélez, Coello y Rojas. El motivo lo encontramos en el marido de Baltasara, Miguel Ruiz. Existen diversos documentos que hacen referencia a Francisca Baltasara o Baltasara de los Reyes, asociada a Miguel Ruiz. Pero el nombre del actor también aparece relacionado con el nombre de Ana Ruiz y, en especial, con el de Ana Martínez, como su esposa. Gracias a la documentación recopilada por Rennert (1907) y el DICAT tenemos datos que nos muestran parte de la trayectoria de estos comediantes. La mayor parte de los documentos tan solo hacen alusión a Miguel Ruiz; en los que en cuatro ocasiones a este se le relaciona con Ana Martínez y, en otras cuatro, con Baltasara."
El problema dado por los diferentes nombres con los que se alude a la mujer de Miguel Ruiz han llevado a diferentes autores a replantear diferentes hipótesis, como por ejemplo la otorgada por Rennet, el cual defendió que Ana Ruiz, de quien tan solo tenemos una referencia, y Ana Martínez, eran la misma actriz, una vez referida con el apellido de su marido y otra con el suyo propio. Por otro lado, "Henri Merimée (1913) retomó el problema de los dos nombres y explicó que Baltasara de los Reyes era el «nom de guerre» de la actriz, realmente llamada Ana Martínez, quien habría tomado este nombre artístico por haber nacido el día de Reyes". Además, 2María Cruz García de Enterría (1984) apuntó una nueva teoría: Miguel Ruiz se casó dos veces, una con Baltasara y otra con Ana Ruiz o Martínez". 
Tras todo esto, cabe decir que todavía queda por confirmar la veracidad de todas estas hipótesis.

## “La Baltasara" como actriz
Para aportar más documentación sobre esta actriz, así como sobre su retiro, se han analizado diferentes elementos dramáticos de la pieza en cuestión, tomados de unos de los géneros más exitosos de la época, como lo son las comedias de santos. 
Al ser escasos y confusos los testimonios y documentos conservados en torno a la actriz, debemos tener en cuenta la gran influencia que tuvo el argumento trazado por Vélez, Coello y Rojas sobre los estudios realizados acerca de esta peculiar comediante.
De este modo, resulta difícil distinguir hasta qué punto los tres dramaturgos inventaron ciertos aspectos de la vida de “La Baltasara” para la creación de su comedia, como sus papeles de primera dama, su actitud pendenciera o si realmente se hallaba representando en el corral de la Olivera con la compañía de Heredia cuando decidió su retiro.
Algunos rasgos son claramente propios del género teatral sobre el que se estructura, pero muchos otros son difíciles de discernir ateniéndonos a la documentación hasta ahora recopilada.
"Desde los primeros estudios sobre Baltasara, se señala la fama y admiración que despertó entre sus contemporáneos por su talento como actriz y como mujer virtuosa tras su retiro."
Su actuación siempre producía expectación y entusiasmo en el público, y su presencia en la escena era tan vital para los intereses de la compañía, que si se retiraba de ella «no quedaba quien desempeñase sus arcas», es decir, quien pagase las deudas del autor. Tan apreciada fue del público, que se decía que si ella hubiese dejado de trabajar algunos días, el teatro donde actuaba habría tenido que cerrarse.
Cuando se hallaba en el apogeo de su fama, aclamada por los aplausos del público, en el esplendor de sus galas, sobrada de admiradores y de amantes y halagada por una gloriosa carrera, se sintió la Baltasara «iluminada por la Divina Gracia». Al aparecer, le sucedió a la célebre actriz un día, en plena representación, frente al público. Se separó entonces de la compañía en la que actuaba para ir a retirarse a una ermita dedicada a San Juan Bautista, en las cercanías de Cartagena, más allá del pueblo de Aljezares, sobre una alta sierra.
En la época de Baltasara, muchos nobles, siguiendo el ejemplo del rey y de la Calderona, tomaron como amantes a las cómicas, situación que habría de dar origen a no pocos duelos y contiendas entre los hombres y entre sus familias.
Francisca Baltasara recabó pronto el interés de sus contemporáneos, especialmente los dramaturgos del barroco. Tres de ellos supieron ver la virtualidad dramática en la vida de aquella actriz, en quien la evasión del mundo se realizaba a través del teatro, y compusieron el drama titulado La Baltasara, comedia muy famosa en la época.

## Vida personal, siempre influenciada en el teatro
Así pues, cuando a los dramaturgos les convino comenzaron a desvelar el pasado de esta actriz, descubriendo así no sólo su identidad, sino que es hermana, primogénita además, de la aristócrata Inés, y que su padre había cometido una gran injusticia con ella, abandonándola cuando solo era niña, junto con su madre. Cuando, al final, es reconocida por el padre y aceptada por el amado, Baltasara, desencantada y con un profundo agotamiento emocional, decide abandonar el teatro, la familia e incluso la sociedad, es decir, se desnuda como ser humano y asume vivir retirada en un convento su angustia existencial.
La Baltasara se resuelve a escapar y salir de la escena, y conforme lo hace, surgen algunas voces reclamándola entre el público: «Aguarda, mujer, aguarda». Esta singular situación del teatro dentro del teatro intensifica el efecto de ilusión en el plano normal de la representación, en cuanto a la incorporación de los espectadores al hecho teatral y la identificación del actor con el personaje representado, creando un efecto de ambigüedad del actor con el personaje: ¿es la Baltasara la que acaba de dejar la escena, o es la actriz? Y la jornada concluye con la intervención de los diversos personajes que reaccionan de acuerdo al tipo de vínculo que les unía con la actriz, por lo que el público pudo percibir que realmente era la propia Baltasara la que abandonaba la escena.

## El arrepentimiento de "la Baltasara"
Más tarde, Vélez, Coello y Rojas tomaron los motivos propios de las piezas hagiográficas, tan del gusto del público barroco, para crear la obra y convertir el llamativo “arrepentimiento de Baltasara” en una ejemplar conversión, digna de una santa, acorde con los parámetros e ideales de la época.
Lo que realmente hizo Baltasara para que su fama trascendiera fue su repentina conversión y retiro a una ermita, donde como he mencionado con anterioridad, vivió hasta su muerte.
Varios años más tarde, pero aún con el recuerdo de Baltasara en la mente de muchos espectadores, Luis Vélez de Guevara, Antonio Coello y Francisco de Rojas Zorrilla se inspiraron en ella para crear una comedia en colaboración.
La vida de Baltasara cumplía todos los requisitos para que el público se sintiera atraído por ver su historia. Para cuando se estrenó, todavía quedarían espectadores contemporáneos a la actriz, incluso, se dice que algunos la vieron actuar personalmente. Por otro lado, con la retirada de la Baltasara, ésta dio un giro radical a su vida tras renunciar a su fama, a sus amantes y regalos.
"Vélez, Coello y Rojas escribieron su comedia siguiendo el esquema y los motivos que antes señalábamos como identificativos de la comedia hagiográfica: el protagonista experimenta un proceso por el cual va superándose tras salvar diversas pruebas, hasta ser glorificado como santo. Asimismo, como pecadora penitente, su proceso de conversión se configura en cuatro fases elementales: pecado, arrepentimiento, penitencia y santidad.
En la primera jornada, Vélez de Guevara desarrolla las dos primeros pasos: pecado y arrepentimiento; la segunda jornada, la de Coello, se dedica por entero a la penitencia.
La tercera jornada, de Rojas, también se dedica en su mayor parte a la tercera fase hasta el desenlace de la obra, donde, finalmente, se exalta la santidad de la protagonista. 
Igualmente, en el desarrollo de estos cuatro periodos, los tres dramaturgos se valen de seis motivos esenciales, que podemos encontrar en la mayor parte de las comedias que presentan la figura de la pecadora penitente:
— Lleva una vida disoluta: su perdición viene de su comportamiento sexual libertino.
— Una intervención celestial motiva su deseo de cambiar de vida para lograr su redención. Esta puede producirse de diferentes formas: a través de un ángel, otro ermitaño, un sueño, una canción...
— Su retiro es en una ermita o cueva, situada en un monte, donde lleva una vida de sacrificio y penitencia.
— El demonio interviene para hacerla fracasar y conseguir su alma.
— Con su virtud y ejemplo consigue convertir a otros personajes.
— Una apariencia final muestra a la protagonista muerta ante los demás personajes, que cantan su santidad."
Comparando la Baltasara del siglo XIX, tratada en los párrafos inmediatamente anteriores, con la Baltasara “original, cabe decir que La Baltasara del siglo XVII es más auténtica, dentro de su convencionalismo; es como si los autores hubieran presenciado o hubieran estado más cerca de los hechos, de un suceso que es noticia, diríamos hoy, periodísticamente.
En el campo lingüístico, en La Baltasara del siglo XVII la lengua española se presenta todavía muy poética y fresca, vital y belicosa; se encuentra, todavía, en un estado de ebullición, reflejo, también, de un estado de ebullición social correspondiente a la época que venimos tratando.
Finalmente, en La Baltasara del siglo XVII, hay todavía, a un nivel social, un conflicto religiosos, y la protagonista se nos presenta, tras abandonar el teatro, como defensora no ya de la religión, sino del cristianismo.